# Changu Narayan
Changu Narayan (चाँगु नारायण, aussi appelé Garuda Narayana) est un temple hindouiste situé sur une montagne appelée Changu ou Dolagiri, à Changunarayan (district de Bhaktapur) au Népal. Son sanctuaire est dédié à Vishnou.

## Localisation
L'éperon rocheux est entouré par une forêt de Magnolia champaca ainsi que par le village de Changu. Il est situé à environ 13 km de Katmandou et à 8 km au nord de Bhaktapur, par une route en complète rénovation en 2025,.

## Caractéristiques
Il a été construit en 325 par le roi Handatta Burma,.
Un pilier historique érigé en 464 par le roi Manadeva Ier de la dynastie Licchavi s'y trouve, il est recouvert par l'inscription la plus ancienne du Népal,. Elle a été découverte par Bhagwan Lal Indraji et étudiée par Sylvain Lévi. Elle raconte comme le roi a dissuadé sa mère de pratiquer le sati (suicide rituel).
Sans être le plus ancien temple de la région, certains de ses ornements sont très anciens. Des gravures représentent les dix incarnations de Vishnou et différentes déesses tantriques à plusieurs bras. Certains historiens pensent tout de même que le temple aurait pu être construit sur lieu d'un temple précédent datant de l'Antiquité.
Le sanctuaire principal est une pagode à deux niveaux. Il est gardé par des paires d'animaux mythologiques : entre autres des lions, des griffons et des éléphants.
La représentation sacrée du sanctuaire est vénérée par les Hindouistes en tant que Garuda Narayan et par les bouddhistes en tant que Hariharihari Vahan Lokeshwara,. Seul le prêtre est autorisé à la voir.
Autour du sanctuaire principal, d'autres sanctuaires présents dans la cour sont dédiés à Shiva, Kali, Ganesh, Krishna. Un petit temple au sud-est est lui, dédié à Chinnamastâ. Dans l'angle nord-ouest se trouvait une statue de Vishnou que l'on peut trouver représentée sur les billets de roupies népalaises.
Un pèlerinage a lieu chaque année au temple.

## Destructions et restaurations
Le temple a été en partie détruit par le peuple Moghol.
Il a été restauré au XVIe siècle puis a été ravagé par un incendie en 1702 avant d'être restauré à nouveau. Il a été endommagé par le séisme de 1934 au Népal-Bihar. Il a également été très abîmé lors des séismes de 2015,.
Le site est l'un des sept de la vallée de Katmandou classés au patrimoine mondial de l'UNESCO,. Rare temple à sculptures peintes, il est également remarquable par sa position quasi fortifiée, et l'unique rue pentue qui permet d'y accéder (souvenirs, restauration, hébergement).
Le village de Changu accueille  le Musée des traditions propose plus de 400 pièces exposées aux visiteurs.

## Galerie

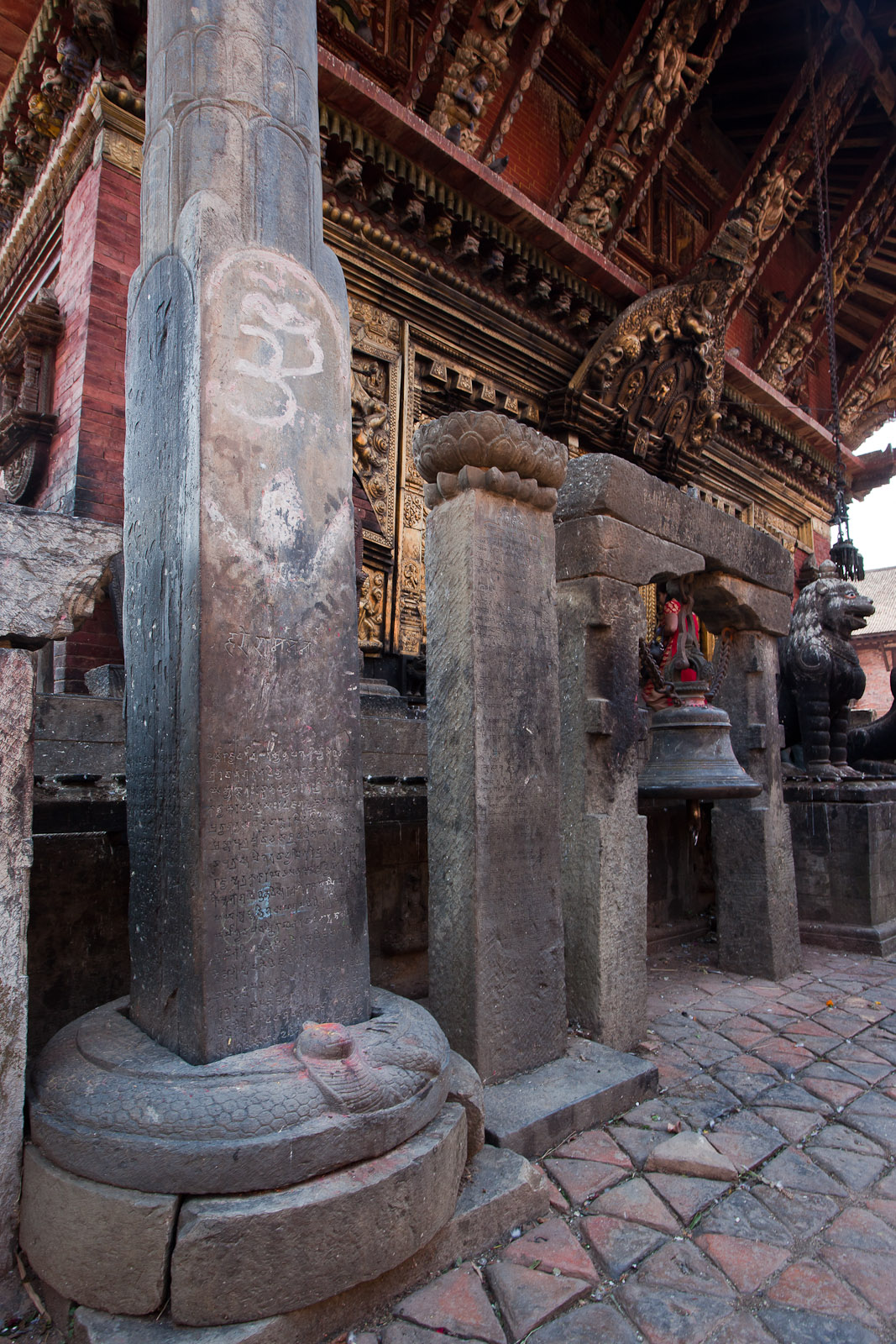
Pilier de Manadeva
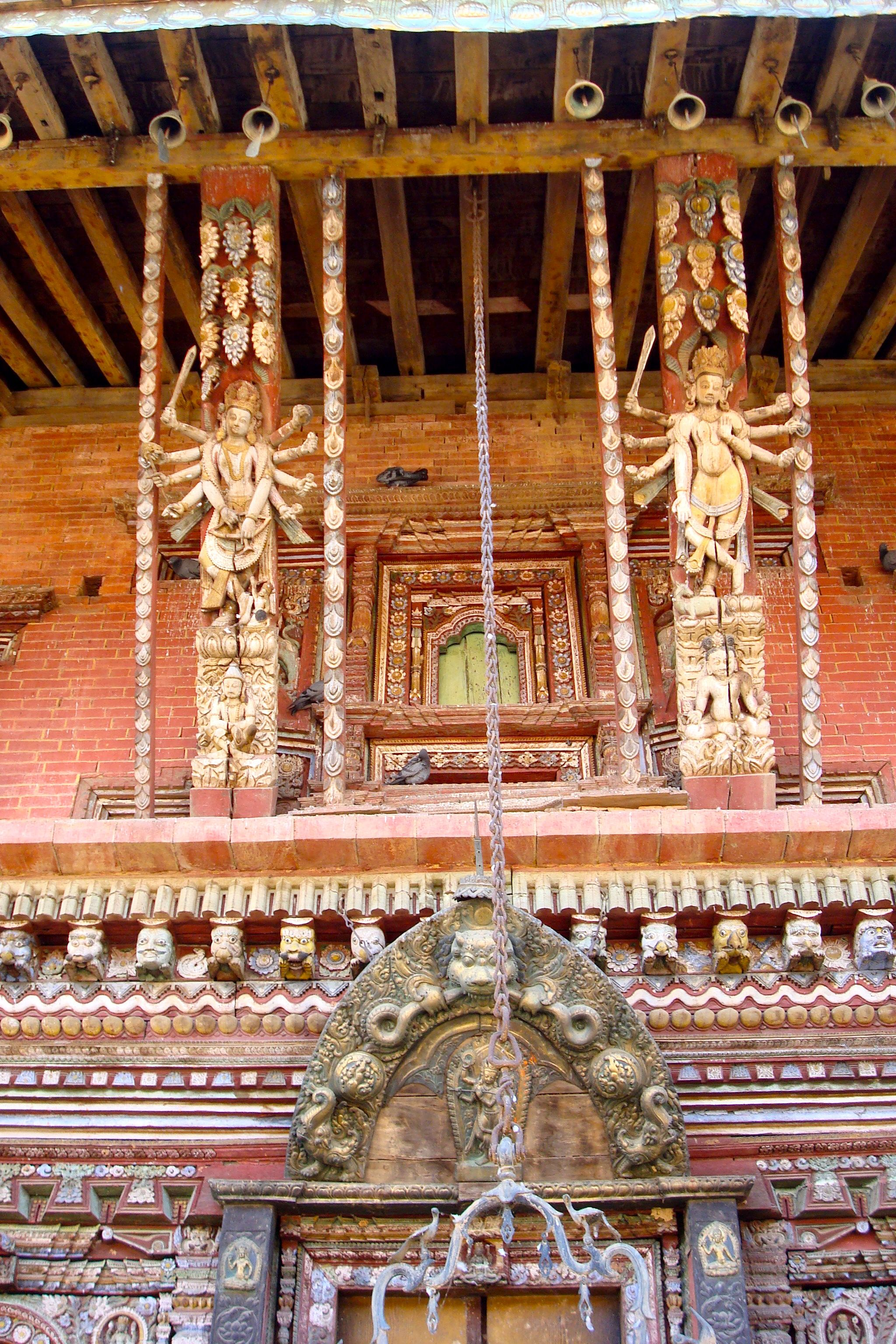
Fronton
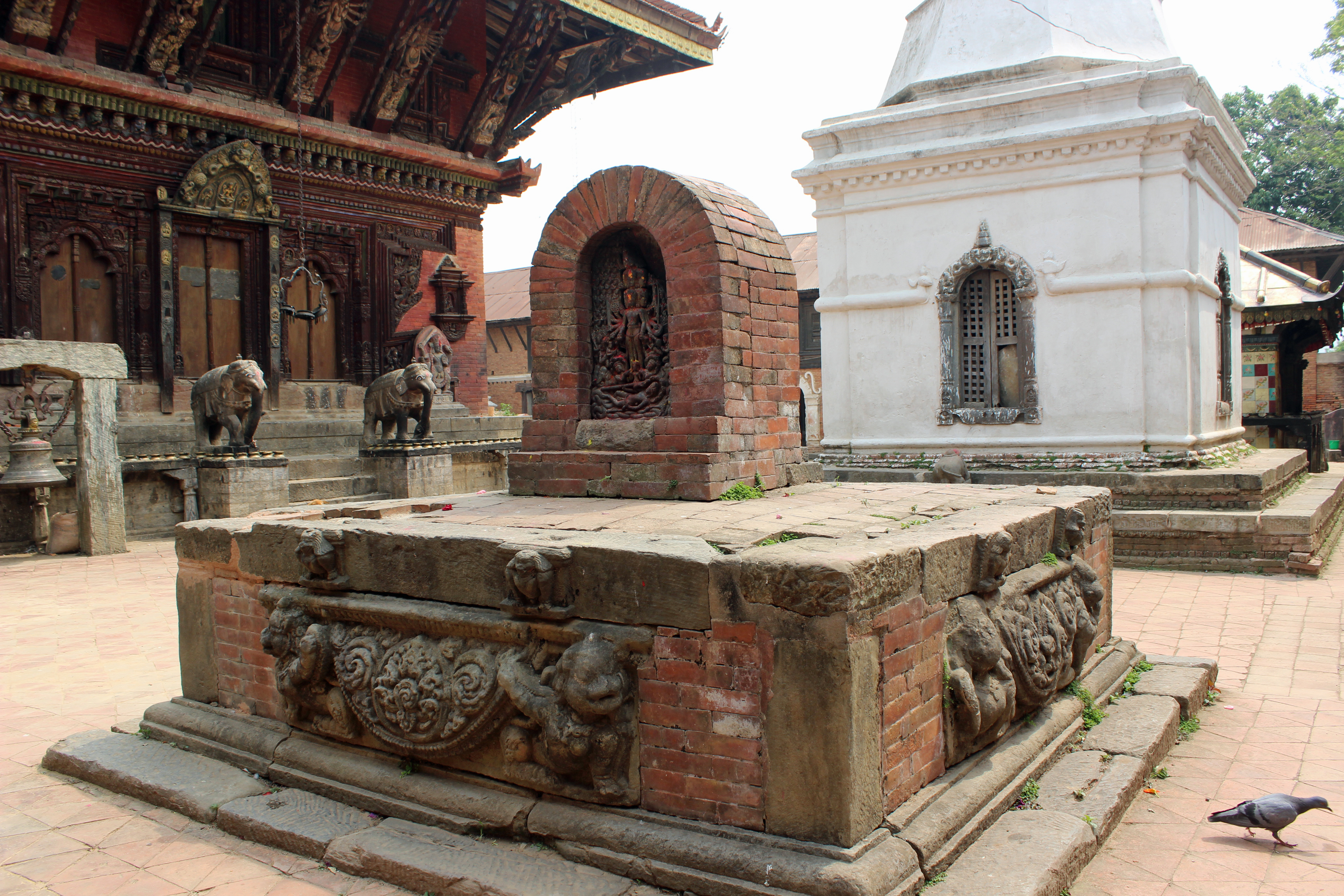
Statue de Vishnou
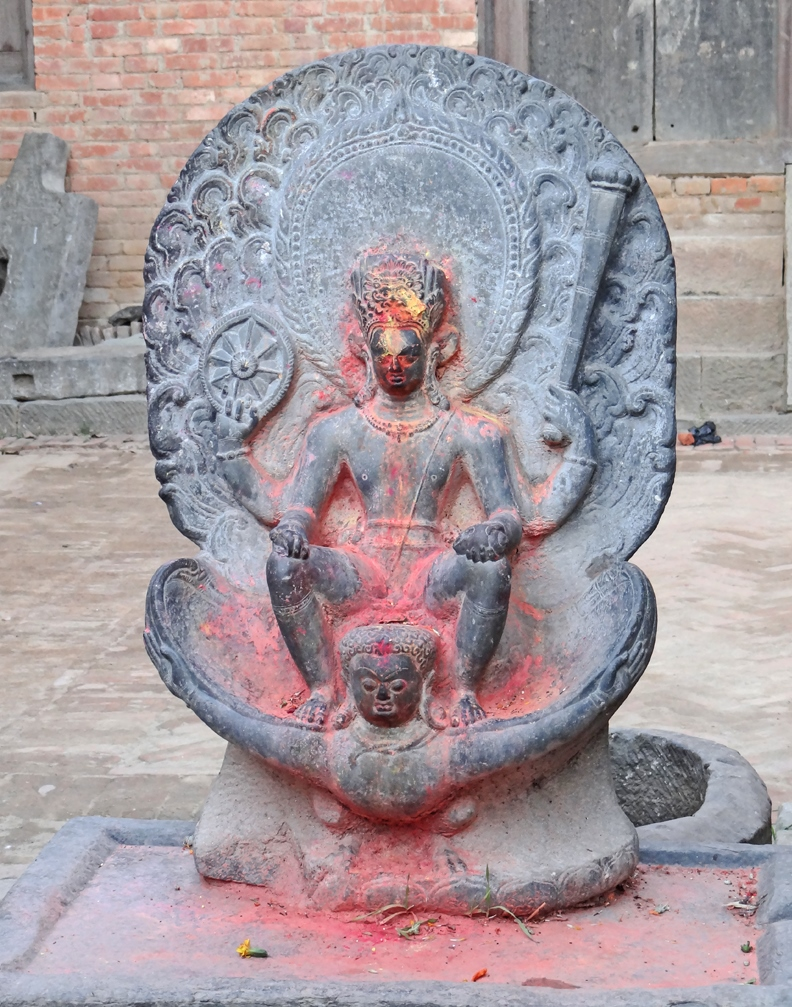
Statue de Vishnou montant Garuda
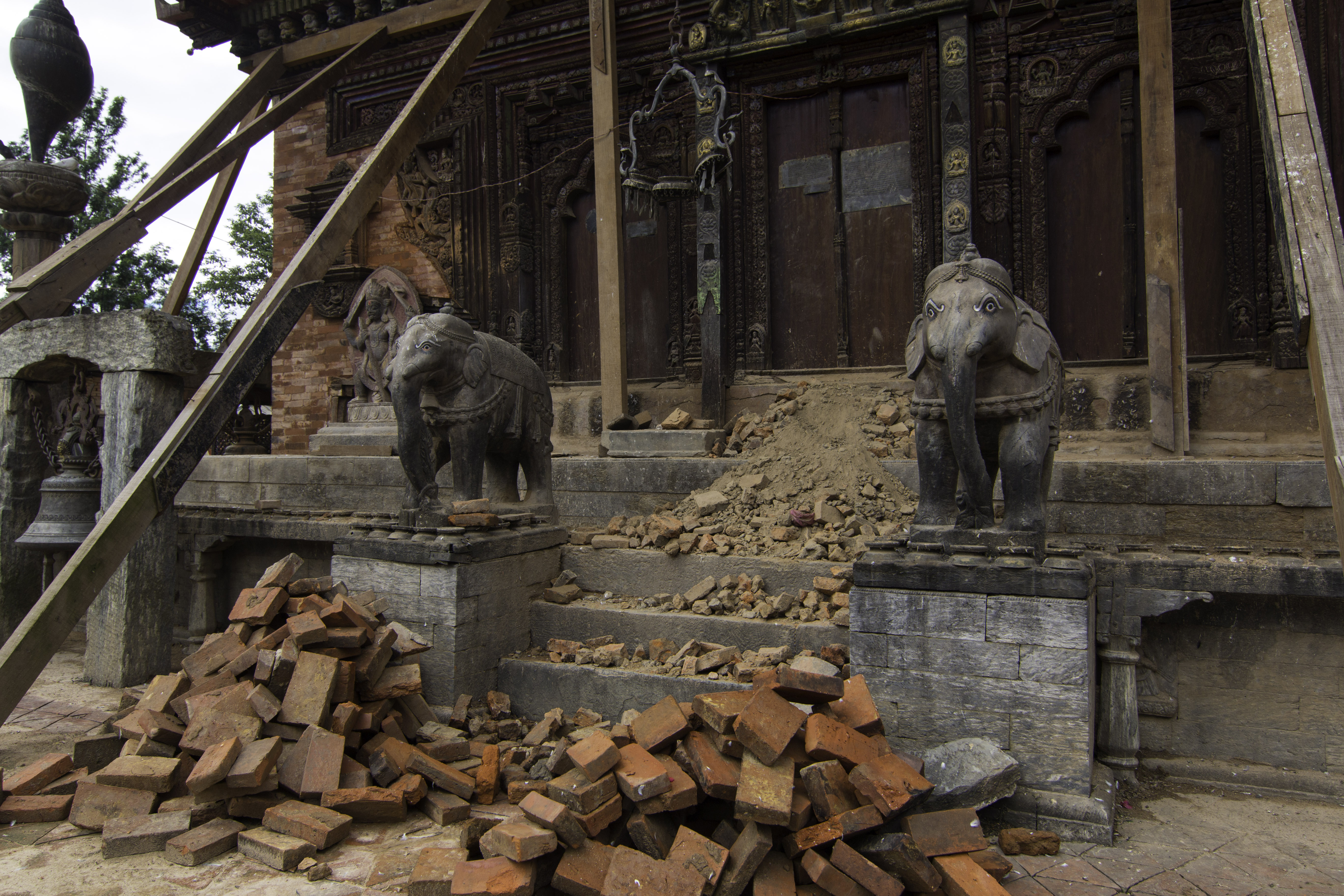
Effondrement partiel après les séismes de 2015